# میسون‌سیتی (ایلینوی)
میسون‌سیتی، ایلینوی (به انگلیسی: Mason City, Illinois) یک شهر در ایالات متحده آمریکا با جمعیت ۲٬۵۵۸ نفر است که در ایلی‌نوی واقع شده‌است.